# Installatiedraad

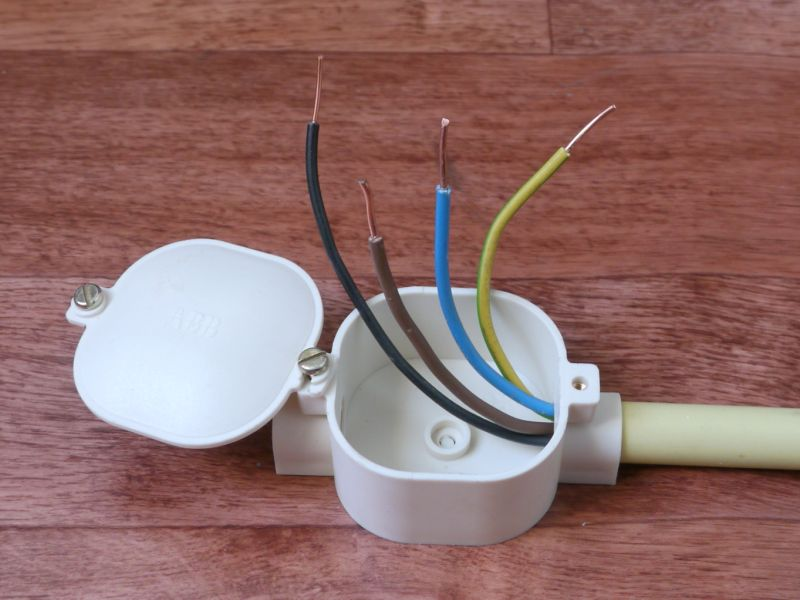
Vier kleuren installatiedraad in een lasdoos

Installatiedraad is elektriciteitsdraad dat gebruikt wordt in elektrische installaties. Deze draden hebben een massieve of litze (flexibele) koperen kern en een isolatie die meestal uit vinyl bestaat. Men spreekt dan ook over vinyldraad (afgekort VD). Via deze draden vloeit stroom van de meterkast naar de wandcontactdozen en schakelaars.
De diameter van de draad dient aangepast te zijn aan de maximale stroom die erdoor vloeit en afgestemd op de zekering die de geleider beschermt.
De draden kunnen met een trekveer in de leidingen (in woningen thans pvc-pijp, in industriële installaties vaak metaal) worden getrokken. Aftakkingen en verbindingen ('lassen') worden gemaakt in lasdozen en centraaldozen. Daar worden zij doorverbonden met lasdoppen of lasklemmen. Het gebruik van  kroonsteentjes is volgens de NEN 1010 / NPR 5310 niet toegestaan.

## Maximaal toelaatbare stroomsterkte
De maximaal toelaatbare stroomsterkte van installatiedraad is afhankelijk van de doorsnede. Er zijn drie gangbare maten voor gebruik in huisinstallaties:
- 1,5 mm², veilig te gebruiken tot 10 A met smeltveiligheden of 16 A met installatieautomaat. Deze maat wordt meest voor verlichting gebruikt.
- 2,5 mm², veilig te gebruiken tot 16 A met smeltveiligheden of 20 A met automaten. Contactdozen dienen met dit type draad te worden aangesloten.
- 6 mm², veilig te gebruiken tot 32 A met smeltveiligheden of 40 A met automaten. Vooral gebruikt voor hogere vermogens, zoals een elektrische oven of een inductiekookplaat. Maar ook binnen het inwendige van groepenkasten, om koperrails met elkaar te verbinden of een rij schakelaars of automaten.

## Kleurgebruik van installatiedraden
Het is altijd belangrijk direct te kunnen zien welke functie een draad heeft. Hiervoor bestaan onder andere Europees gestandaardiseerde kleuren (HD 308 S2:2001), die in onderstaande tabel worden beschreven:
| fasedraad | L         | bruin                     | groen                 |
| fasedraden drie fasen | L1 L2 L3  | bruin, zwart en grijs     | groen, zwart en blauw |
| schakeldraad | T         | zwart of grijs **         | zwart                 |
| nuldraad | N         | lichtblauw                | rood                  |
| aarddraad | Aarddraad | tweekleurig groen en geel | grijs of wit          |
| koppeldraad voor rookmelders |           | oranje                    |                       |
| * Sinds 2001 hanteert de Europese Unie het harmonisatiedocument HD 308 S2:2001. ** De kleur bruin mag alleen in kabels als schakeldraad worden gebruikt; niet in los getrokken draad. *** De oude kleuren worden niet meer toegepast, maar zijn soms nog wel in (woning)installaties van voor 1970 aanwezig. |           |                           |                       |

Voor het toevoeren van stroom wordt er vanaf het transformatorhuisje een spanning van in het algemeen 230 volt wisselspanning aangebracht tussen de nuldraad en fasedraad (= fasespanning), die ervoor zorgt dat er in de aangesloten apparaten een stroom gaat lopen. De nuldraad is normaliter bij de bron, dus in het transformatorhuisje (en alleen daar) met aarde verbonden. Door allerlei factoren staat er elders in de installatie een kleine wisselspanning op, die kan variëren. Zie hieronder voor een uitgebreid overzicht van de verschillende functies van de installatiedraden:

### Fasedraad
De fasedraad is de draad die onder spanning staat ten opzichte van de aarde en de nuldraad. Bij driefasige spanning zijn er drie fasedraden, waarbij ook tussen de draden onderling spanning staat. In Europa staat tussen een enkele fase en de nuldraad een wisselspanning van 230 V, en tussen twee fasedraden 400 V. De fasedraad voert, samen met de nuldraad, de elektrische stroom van en naar de aangesloten apparatuur. In een elektrisch schema wordt de fasedraad meestal aangeduid met de letter L (afkorting van het Engelse Live).

### Nuldraad
De nuldraad of nulleider is de draad die meestal (maar niet altijd) elektrisch gekoppeld is met de aarde en dan vrijwel geen spanning ten opzichte van de aarde heeft. Vandaar dat de draad ook wel als neutrale geleider aangemerkt wordt. In een eenfasenet, zoals in een normale huishoudelijke installatie, voert de nuldraad als onderdeel van een elektrisch circuit, de elektrische stroom van de fasedraad, nadat het door een elektrische gebruiksapparaat is gepasseerd, als het ware terug. Zelfs als de nuldraad geaard is, kan er bij grote belasting toch een zekere spanning op de nuldraad ten opzichte van aarde aanwezig zijn (zie de opmerking hieronder). De nuldraad kan daarom ook beter niet aangeraakt worden.
Met een enkelpolige (licht)schakelaar is de nuldraad ongeschakeld doorgetrokken naar het lichtpunt. Daar vindt men bijna altijd een (dunne) zwarte geschakelde fasedraad en de vaak dikkere nuldraad. Voor vochtige ruimten met andere verbruikers dan alleen lampen, wordt de nulleiding met een dubbelpolige schakelaar ook geschakeld. Sluiting van de nulleider tegen aarde kan de aardlekschakelaar activeren omdat deze via de nulleider dezelfde stroom verwacht als door de fasedraad.
Er zijn elektriciteitsleveranciers die de nulleider aarden. Ter voorkoming van aardstromen door de nulleider, galvanisch effect, ongelijke potentiaal door bijvoorbeeld tractiestroom van een tram, is deze slechts op één punt geaard en wel in het onderstation. In een 400 V-net met 3 fasen en een nulleiding, betekent dit dat - vooropgesteld dat de drie fasen gelijkmatig belast worden - bij een breuk van de nulleider slechts een beperkte nulpuntsverschuiving optreedt zodat de kans op schade door overspanning in dat geval bijna nihil is. Als de nuldraad niet aan aarde gekoppeld is, bestaat de kans dat er een 'zwevend nulpunt' ontstaat, met spanningen t.o.v. aarde die kunnen oplopen tot 400 V.

#### Spanning op de nuldraad
Hoewel de nulleider als regel ongeveer de aardpotentiaal voert, zijn er situaties waarin de nuldraad een hogere spanning heeft:
- In sommige oude driefasennetten in België is de spanning van de fasen ten opzichte van de nulleiding 133 V. Om 230 V te krijgen worden fasedraad en nuldraad op twee fasen aangesloten. In Nederland bestaan dit soort netten niet meer.
- Bij veel contactdozen kunnen de fase en nul verwisseld worden, omdat niet gedefinieerd is welk contactpunt bij de fase en welk bij de nul hoort.
- Als er een hoog vermogen is aangesloten, voert de nulleiding een grote stroom en deze zal dan ook een merkbare spanning ten opzichte van aarde krijgen.
- Als een nuldradenlas van een sectie van de installatie wordt losgenomen, waardoor de nuldraden van die las niet langer galvanisch met elkaar verbonden zijn en de spanning is niet afgeschakeld in de meterkast, zijn doorgaans alle ‘zwevende’ nuldraden spanning voerend.

In een elektrisch schema wordt de nuldraad meestal aangeduid met de letter N (afkorting van het Engelse Neutral).

### Schakeldraad
De schakeldraad is de voortzetting van de fasedraad na een schakelaar, die zorgt voor de stroomtoevoer naar een verbruiker, meestal een of meer lampen, vanaf de schakelaar. Bij een wisselschakeling of bij een kruisschakeling zijn ook de draden tussen de schakelaars schakeldraden. Om verwarring met de meerdere schakeldraden tussen wissel- en kruisschakelaars te voorkomen worden er bij nieuwe woningen wel iets afwijkende kleuren toegepast, zoals zwart/wit, wit en grijs. Deze kleuren met de functie schakeldraad zijn echter niet vastgelegd. Een schakeldraad tussen schakelaar en lamp noemt men ook wel lampendraad.
Omdat deze draad stroom voert naar een gering aantal toestellen, wordt hij in de regel iets dunner uitgevoerd dan de overige draden.

### Aarddraad
De aarddraad is de draad die de metalen buitenmantel van een apparaat verbindt met de aarde, bijvoorbeeld via een aardelektrode in de meterkast. De aarddraad voert in normale omstandigheden nooit spanning of stroom. Als er elektrisch contact tussen fase of nul en de behuizing van een apparaat ontstaat, zorgt de aarddraad ervoor dat de behuizing niet onder spanning komt te staan. 
In Nederland en België werd tot juli 1997 in droge ruimten geen aarding gebruikt. Als een apparaat geen metalen buitenmantel heeft die onder spanning kan komen te staan (dubbelgeïsoleerd), is aarding van dat apparaat overbodig. Dergelijke apparaten hebben meestal een tweepolige stekker die zowel op ongeaarde als op geaarde contactdozen past. Voor vochtige ruimtes zoals badkamers gelden aanvullende regels met betrekking tot aarding.
Er zijn landen waar altijd een aarddraad meegetrokken wordt (bv. Verenigd Koninkrijk) en landen waar dat nooit gebeurt.
Ontstaat er een elektrisch contact met de behuizing van een apparaat en is de behuizing geaard, dan lekt er stroom door de aarddraad, waardoor de stroom door de fasedraad niet meer gelijk is aan die door de nuldraad, en de aardlekschakelaar zal afschakelen. Meestal gebeurt dat al bij een gemeten verschil van 30 mA. Is er geen aardlekschakelaar, dan kan de smeltveiligheid of installatieautomaat afschakelen, doch dat gebeurt pas als de stroomsterkte door de fase gedurende enige tijd groot genoeg is.

### Koppeldraad
In nieuwbouwwoningen is het verplicht rookmelders toe te passen die aan elkaar gekoppeld kunnen worden. Hiervoor wordt meestal een rode of oranje installatiedraad gebruikt. Deze koppeldraad mag gewoon met de overige draden van de installatie worden meegetrokken.